# Hermann Abendroth
Hermann Paul Maximilian Abendroth (Francoforte sul Meno, 19 gennaio 1883 – Jena, 29 maggio 1956) è stato un direttore d'orchestra tedesco.

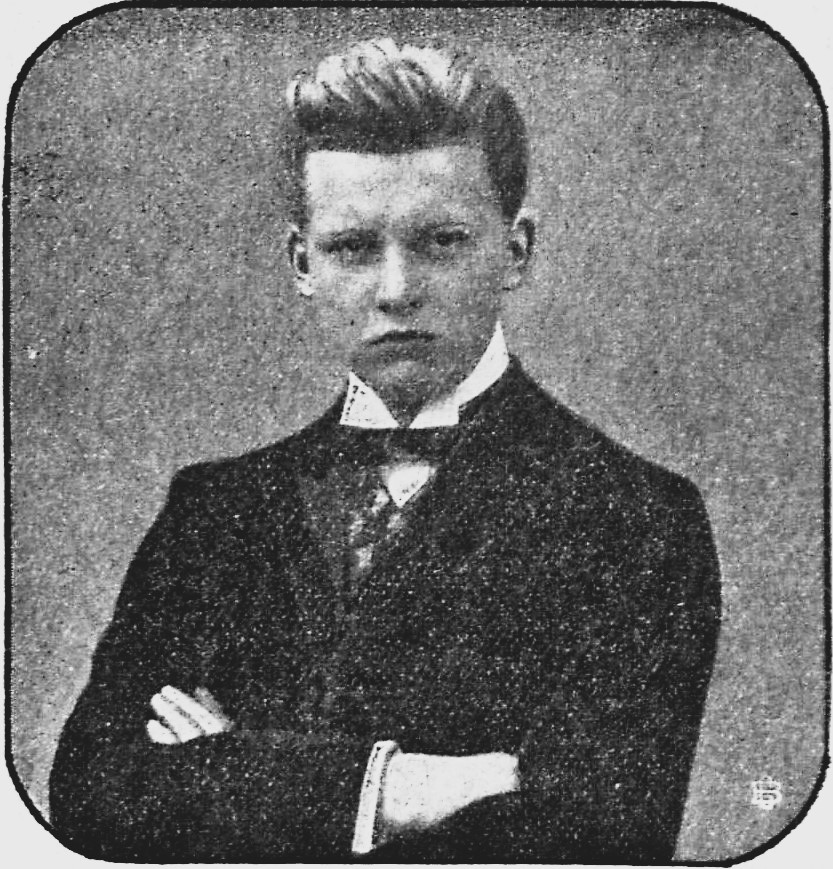
Hermann Abendroth

Dal 1900 al 1903 Abendroth studiò a Monaco teoria musicale e composizione con Ludwig Thuille, pianoforte con Anna Hirtzel-Langenham e direzione d'orchestra con Felix Mottl. Occupò vari posti di direttore a Monaco, Lubecca e Essen. Dal 1915 al 1934 fu Kapellmeister della Gürzenich-Orchestra di Colonia e direttore del conservatorio della città dal 1925 al 1934. Nel 1922 divenne direttore del Niederrheinischen Musikfest.
Visitò l'Unione Sovietica e diresse l'Orchestra Sinfonica di Stato sovietica nel 1925, 1927 e 1928. Dal 1926 al 1937 fu in Inghilterra, dove diresse la London Symphony Orchestra. Nel 1934 fu chiamato a sostituire Bruno Walter, allontanato dal regime nazista perché ebreo, come Kapellmeister dell'Orchestra del Gewandhaus di Lipsia, e dal 1934 al 1945 insegnò al conservatorio di Lipsia.
Dopo la seconda guerra mondiale, divenne direttore musicale generale a Weimar dal 1945 al 1956. Dal 1949 al 1956 diresse l'orchestra radiofonica di Lipsia e dal 1953 al 1956 l'orchestra radiofonica di Berlino Est. Abendroth prediligeva fra i compositori Beethoven, Brahms, Bruckner, Haydn, Mozart, Schubert, Schumann e Wagner. Nel 1949 gli venne conferita l'onorificenza nazionale della DDR.